# Dasineura peyerimhoffi
Dasineura peyerimhoffi är en tvåvingeart som först beskrevs av Jean-Jacques Kieffer 1919.  Dasineura peyerimhoffi ingår i släktet Dasineura och familjen gallmyggor.
Artens utbredningsområde är Algeriet. Inga underarter finns listade i Catalogue of Life.